# Sarah Bombell
Sarah Joan Bombell (* 12. April 1983 in Sydney) ist eine ehemalige australische Synchronschwimmerin, die an den Olympischen Sommerspielen 2008 in Peking und an den Olympischen Sommerspielen 2012 in London teilnahm. An den Commonwealth Games 2010 in Neu-Delhi nahm sie erfolgreich teil.

## Karriere

### Olympische Spiele
Bei den Olympischen Sommerspielen 2008 in Peking gehörte Sarah Bombell zum australischen Aufgebot im Mannschaftswettkampf. Zusammen mit ihren Mannschaftskameradinnen Coral Bentley, Eloise Amberger, Myriam Glez, Érika Leal Ramírez, Tarren Otte, Samantha Reid und Bethany Walsh absolvierte sie den olympischen Wettkampf am 22. und 23. August 2008 im olympischen Schwimmzentrum und belegte den 7. Platz von acht teilnehmenden Mannschaften mit einer Gesamtwertung von 82,167 Punkten.
Sarah Bombell gehörte im Jahr 2012 in London bei den Olympischen Sommerspielen 2012 zum australischen Aufgebot im Duett- und Mannschaftswettkampf. Im Duett mit ihrer Partnerin Eloise Amberger absolvierte sie den Wettkampf der vom 5. bis 7. August 2012 im London Aquatics Centre stattfand. Mit einer Gesamtwertung von 154,880 Punkten belegte sie den 23. Platz von 24 gestarteten Teilnehmerinnen und schied in der Qualifikation zur Finalrunde vorzeitig aus.
Zusammen mit ihren Mannschaftskameradinnen Bianca Hammett, Jenny-Lyn Anderson, Eloise Amberger, Olia Burtaev, Tamika Domrow, Tarren Otte, Frankie Owen und Samantha Reid absolvierte sie den olympischen Mannschaftswettkampf am 10. August 2012 und belegte den 8. Platz von acht teilnehmenden Mannschaften mit einer Gesamtwertung von 154,930 Punkten.

### Commonwealth Games
An den Commonwealth Games 2010 in Delhi nahm sie mit der australischen Delegation im Duett teil. Zusammen mit ihrer Partnerin Eloise Amberger absolvierte sie den Wettkampf vom 6. bis 7. Oktober 2010 im sogenannten „SPM Swimming Pool Complex“. Mit einer Gesamtwertung von 79,000 Punkten belegte sie den 3. Platz und gewann die Bronzemedaille.